# Gabriel-Guillaume Lapeyre
Pour les articles homonymes, voir Lapeyre.
Gabriel-Guillaume Lapeyre, né le 2 avril 1877 à Auros et décédé en 1952, est un ecclésiastique et archéologue français.

## Biographie
Membre des pères blancs, il explore le site archéologique de Carthage dans les années 1930, à la suite d'Alfred Louis Delattre, en particulier la colline de Byrsa. Il a également fait œuvre d'historien en synthétisant les connaissances disponibles à son époque dans des ouvrages encore utilisés.

## Publications
- Carthage punique (814-146 av. J.-C.), en collaboration avec Arthur Pellegrin, Payot, Paris, 1942.
- Carthage latine et chrétienne, en collaboration avec Arthur Pellegrin, Payot, Paris, 1950.